# Liste der Kulturgüter in Urnäsch
Die Liste der Kulturgüter in Urnäsch enthält alle Objekte in der Gemeinde Urnäsch im Kanton Appenzell Ausserrhoden, die gemäss der Haager Konvention zum Schutz von Kulturgut bei bewaffneten Konflikten, dem Bundesgesetz vom 20. Juni 2014 über den Schutz der Kulturgüter bei bewaffneten Konflikten sowie der Verordnung vom 29. Oktober 2014 über den Schutz der Kulturgüter bei bewaffneten Konflikten unter Schutz stehen.
Objekte der Kategorien A und B sind vollständig in der Liste enthalten, Objekte der Kategorie C fehlen zurzeit (Stand: 1. Januar 2023). Unter übrige Baudenkmäler sind zusätzliche Objekte zu finden, die gemäss Angaben des kantonalen Denkmalschutzes als kommunale Kulturobjekte eingestuft wurden und nicht bereits in der Liste der Kulturgüter enthalten sind.

## Kulturgüter
| Foto |                                                                        | Objekt                                      | Kat. | Typ | Standort                                            | Beschreibung |
| ---- | ---------------------------------------------------------------------- | ------------------------------------------- | ---- | --- | --------------------------------------------------- | --- |
| ja   | Datei hochladen · Wikidata zu Wohnhaus mit Mühle (Q19362458)           | Wohnhaus mit Mühle KGS-Nr.: 00552           | A    | G   | Zürchersmühle, Müllstatt 1017, 1019 740148 / 243605 | Links der Strasse Nr. 1017, Bauernhaus, datiert 1755, mit Flugsparrendreiecken. Angebautes Wohnhaus mit Stickereilokal |
| ja   | Datei hochladen · Wikidata zu Appenzeller Brauchtumsmuseum (Q19362457) | Appenzeller Brauchtumsmuseum KGS-Nr.: 08507 | A    | S   | Dorfplatz 6 739412 / 242349                         | Das Brauchtumsmuseum Appenzell Ausserrhoden beherbergt eine vielfältige Sammlung von Exponaten, welche die Kultur und Tradition des Kantons repräsentieren, wie das Silvesterchlausen, das Bloch, die Alpfahrt sowie die Viehschau und bietet somit einen Einblick in das traditionelle Alltagsleben. Daneben finden temporäre Sonderausstellungen statt. |
| ja   | Datei hochladen · Wikidata zu Bauernhaus (Q29651393)                   | Bauernhaus KGS-Nr.: 00549                   | B    | G   | Rain 632 738529 / 241410                            | Bauernhaus, für 18. Jahrhundert charakteristische Fassadengestaltung, gestemmter Täfer an unteren Wohngeschossen, Brusttäfer mit seitlichen Zierbrettern auf Strickwand des Giebelfeldes, Flugsparrendreiecke. |
| ja   | Datei hochladen · Wikidata zu Bauernhaus (Q29651398)                   | Bauernhaus KGS-Nr.: 00550                   | B    | G   | Eggrüti 674 737591 / 241594                         | Ehemalige Wirtschaft am alten Weg nach Schönau, die einen Balken mit dem Baudatum von 1708 aufweist. Ein Fragment eines renaissancemässig geschweiften Steckbretts an einem der Fensterwagen zeugt von einer ehemaligen reich verzierten Fassade. |
| ja   | Datei hochladen · Wikidata zu Weberhöckli (Q29651409)                  | Weberhöckli KGS-Nr.: 11399                  | B    | G   | Unterdorfstrasse 60 739063 / 241564                 | Das Weberhöckli, auch als Weberhäuslein bekannt, ist ein Giebelhaus, das neben dem Webkeller nur ein Voll- und ein Dachgeschoss in Strickkonstruktion aufweist. Die Front ist mit sonnengebräuntem Täfer aus dem 19. Jahrhundert verkleidet. Im Laufe der Zeit wurde es nach Südwesten hin durch einen Erweiterungsbau ergänzt.                           |
| ja   | Datei hochladen · Wikidata zu Tätschdachhaus (Q29651406)               | Tätschdachhaus KGS-Nr.: 11400               | B    | G   | Dürrenbach 366 738993 / 240377                      | |
| ja   | Datei hochladen · Wikidata zu Bauernhaus (Q29651381)                   | Bauernhaus KGS-Nr.: 11491                   | B    | G   | Ebni 696 736660 / 241653                            | Bauernhaus herkömmlicher Art, doch gut erhalten mit vollständigem Schindeldach |
| ja   | Datei hochladen · Wikidata zu Bauernhaus (Q29651379)                   | Bauernhaus KGS-Nr.: 11492                   | B    | G   | Hinterfür 980 739086 / 243850                       | Das Bauernhaus verfügt über ein giebelständiges Tätschdach und ist entsprechend der Hanglage nordwestwärts ausgerichtet. Wahrscheinlich stammt der Name 'Hinterför' (Hinterfür) daher. Das Gebäude erstreckt sich über zwei Vollgeschosse und eine Firstkammer über dem Webkeller. Der Stall ist südwestseitig in Traufstellung angebaut                  |
| ja   | Datei hochladen · Wikidata zu Bauernhaus (Q29651384)                   | Bauernhaus KGS-Nr.: 11493                   | B    | G   | Letz 731 735450 / 241021                            | Typisches Bauernhaus aus dem 17. Jahrhundert. |
| ja   | Datei hochladen · Wikidata zu Bauernhaus (Q29651396)                   | Bauernhaus KGS-Nr.: 11494                   | B    | G   | Ruppen 477 738546 / 240707                          | |
| ja   | Datei hochladen · Wikidata zu Bauernhaus (Q29651387)                   | Bauernhaus KGS-Nr.: 11495                   | B    | G   | Schafhölzli 520 737888 / 241372                     | |
| ja   | Datei hochladen · Wikidata zu Heidenhaus (Q29651404)                   | Heidenhaus KGS-Nr.: 11496                   | B    | G   | Schwaderau 469 738587 / 240631                      | |
| ja   | Datei hochladen · Wikidata zu Wohnhaus (Q29651412)                     | Wohnhaus KGS-Nr.: 11498                     | B    | G   | Untere Egg 521 737959 / 241127                      | |
| ja   | Datei hochladen · Wikidata zu Bauernhaus (Q29651389)                   | Bauernhaus KGS-Nr.: 11499                   | B    | G   | Rossweid 978 739337 / 243935                        | |
| ja   | Datei hochladen · Wikidata zu Gasthaus Rossfall (Q29651401)            | Gasthaus «Rossfall» KGS-Nr.: 14910          | B    | G   | Rossfall 424 739292 / 238131                        | |

## Übrige Baudenkmäler
| ID   | Foto |                                                                                                 | Objekt                                              | Typ | Standort                                 | Beschreibung |
| ---- | ---- | ----------------------------------------------------------------------------------------------- | --------------------------------------------------- | --- | ---------------------------------------- | --- |
| 1    | ja   | Datei hochladen · Wikidata zu Reformierte Kirche Urnäsch (Q120752655)                           | Reformierte Kirche                                  | G   | Dorfplatz 5 739419 / 242313              | Reformierte Kirche. Umfassungsmauern und Turmschaft aus Bauzeit um 1417. Wiederherstellung nach Dorfbrand von 1641 mit heute noch bestehendem interessantem Dachstuhl von Matthäus Brül. Gesamtrenovation 1866-1868 gemäss Gutachten von Felix Wilhelm Kubly, heutiges Aussehen von dieser Renovation geprägt; Turmerhöhung und neue Glockenstube im Neurenaissancestil durch Konrad Frehner. Innenrestauration 1941-1942 durch Ulrich Walt. Aussenrestauration 1975-1977. Kirchenmobiliar von Ingrid Tegenbroek 1998. Der schlichte Kirchenbau säumt zusammen mit schmucken getäferten Strickhäusern des 17.-18. Jahrhundert den rechteckigen Dorfplatz mit seinem Spiel der verschiedenen Farben, Dach- und Giebelformen. |
| 1    | ja   | Datei hochladen · Wikidata zu Friedhofsgebäude Urnäsch (Q130364353)                             | Friedhofgebäude                                     | G   | Unterdorfstrasse 163 739415 / 242294     | |
| 74   | ja   | Datei hochladen · Wikidata zu Metzgerei und Gasthaus zur Taube (Q130364354)                     | Metzgerei und Gasthaus zur Taube                    | G   | Dorfplatz 2 739436 / 242349              | Ehemaliges Pfarr- und Rathaus, heute Gemeindehaus. Neu erbaut 1642-1643, Gesamtumbau 1881, spätklassizistische Gestalt. Im Gemeinderatssaal Fahne mit Appenzeller, allenfalls Urnäscher Bär und Apostel Philippus, um 1400, vermutlich Urnäscher Rhodsfahne. |
| 75   | ja   | Datei hochladen · Wikidata zu Appenzeller Brauchtumsmusem, Haus 3 (Q130364355)                  | Haus 3 Appenzeller Brauchtumsmuseum                 | G   | Dorfplatz 4 739428 / 242363              | |
| 76   | ja   | Datei hochladen · Wikidata zu Appenzeller Brauchtumsmuseum, Haus 2 (Q130364356)                 | Haus 2 Appenzeller Brauchtumsmuseum                 | G   | Dorfplatz 6 739419 / 242358              | |
| 77   | ja   | Datei hochladen · Wikidata zu Appenzeller Brauchtumsmuseum, Haus 1 (Alte Apotheke) (Q130364357) | Haus 1 Appenzeller Brauchtumsmuseum (Alte Apotheke) | G   | Dorfplatz 8 739411 / 242352              | |
| 78   | ja   | Datei hochladen · Wikidata zu Wohnhaus, Dorfplatz 10 (Q130364358)                               | Wohnhaus                                            | G   | Dorfplatz 10 739403 / 242345             | |
| 79   | ja   | Datei hochladen · Wikidata zu Gasthaus Ochsen (Q130364359)                                      | Gasthaus Ochsen                                     | G   | Dorfplatz 12 739393 / 242337             | |
| 81   | ja   | Datei hochladen · Wikidata zu Gasthaus zum Engel (Q130364360)                                   | Gasthaus zum Engel                                  | G   | Dorfplatz 14 739383 / 242328             | |
| 82   | ja   | Datei hochladen · Wikidata zu Gasthaus Alter Bären (Q130364361)                                 | Alter Bären                                         | G   | Dorfplatz 16 739372 / 242320             | |
| 106  | ja   | Datei hochladen · Wikidata zu Waschhaus, Mettlerweg 2 (Q130364362)                              | Waschhaus                                           | G   | Mettlenweg 2 739346 / 242320             | |
| 125  | ja   | Datei hochladen · Wikidata zu Wohnhaus, Schwägalpstrasse 12 (Q130364363)                        | Wohnhaus                                            | G   | Schwägalpstrasse 12 739259 / 242229      | |
| 160  | ja   | Datei hochladen · Wikidata zu Wohnhaus, Dorfplatz 7 (Q130364365)                                | Wohnhaus                                            | G   | Dorfplatz 7 739378 / 242303              | |
| 162  | ja   | Datei hochladen · Wikidata zu Wohnhaus, Unterdorfstrasse 2 (Q130364366)                         | Wohnhaus                                            | G   | Unterdorfstrasse 2 739382 / 242289       | |
| 615  | ja   | Datei hochladen · Wikidata zu Gasthaus Sonne (Q130364368)                                       | Gasthaus Sonne                                      | G   | Schwägalpstrasse 60 738857 / 241115      | Restaurant Sonne mit original erhaltenem Jugendstilsaal. |
| 1010 | ja   | Datei hochladen · Wikidata zu Ehemalige Mühle (Q130364369)                                      | ehemalige Zürchersmühle                             | G   | Zürchersmühle, Müli 1010 740289 / 243735 | Ehemals Zürchersmühle. Stattlicher Neubau nach Brand von 1786; wie viele Appenzeller Mühlen mit Klebdächern versehen. |

Legende: Siehe Legende der Liste der Kulturgüter von nationaler und regionaler Bedeutung. Anstelle der KGS-Nummer wird als Objekt-Identifikator (ID) die Gebäudenummer der kantonalen Denkmalpflege angegeben.